# Terremoto de Alaska de 2020
El Terremoto de Alaska de 2020 ocurrió a 105 kilómetros al sur-sureste de Perryville, Alaska, Estados Unidos, a las 20:12 hora local del 21 de julio de 2020. El terremoto fue catalogado con una magnitud de 7,8 Mw grados. El terremoto no causó daños mayores debido a la baja población en la Península de Alaska. Posterior al terremoto la NOAA activo una alerta de tsunami, que fue desactivada horas más tarde.
El terremoto fue perceptible en ciudades como Kodiak y Homer, y en ciudades más lejanas como Anchorage, a más de 800 kilómetros.

## Resumen tectónico
El Terremoto de Alaska de 2020 se produjo como resultado de un falla de empuje en o cerca de la placa del Pacífico y la placa norteamericana. La solución preliminar del mecanismo focal indica que se produjo una ruptura en una falla que se hundió lentamente hacia el noroeste o abruptamente hacia el sureste.
Según el sismólogo Michael West, el terremoto pudo haber ocurrido en una zona conocida como la Brecha de Shumagin.

## Impacto

### Daño
A pesar de la magnitud del terremoto, este no causó daños mayores. La ciudad de Sand Point sufrió daños en sus puertos y carreteras. Se registró deslizamiento de rocas.

### Tsunamis
Una alerta de tsunami fue emitida por la NOAA a las ciudades que se encontraran a 200 millas del epicentro, algunos residentes tuvieron que se evacuados. Cuatro horas más tarde la alarma fue desactivada. El terremoto generó un tsunami de 0.8 pies de altura en Sand Point.